# Circle 7 Animation
Circle 7 Animation foi uma divisão de curta duração da Walt Disney Animation Studios, especializada em animação de imagens (CGI) gerado por computador que foi fundada em 2004 e foi originalmente feita para fazer sequência de filmes de propriedade da Disney / Pixar. A empresa não lançou nenhum filme, e foi extinta em 2006.